# Jan van Everdingen (I)
Jan van Everdingen (I) (Alkmaar, ca. 1618-1620 – aldaar, begraven op 11 december 1656) was een Noord-Nederlandse amateurschilder.
Hij was een zoon van notaris Pieter Cornelisz van Everdingen (1572-1662) en de broer van de schilders Allaert en Caesar van Everdingen. Ook zijn neven Cornelis van Everdingen (1646-1692) en Pieter van Everdingen (1657-1739) waren kunstschilders.
Op 3 augustus 1642 trouwde Jan met Maritje Dircks Cousemakers, met wie hij een zoon kreeg. Op 8 oktober 1644 werd hij meester in het Sint-Lucasgilde van Alkmaar. Hoewel hij zijn inkomen verdiende als advocaat, schilderde hij voor zijn plezier stillevens in olieverf. Zijn bijdrage aan de kunstwereld was bescheiden.
- Biografisch Portaal: 29432474
- Digitale Bibliotheek voor de Nederlandse Letteren: ever039
- RKD-Nederlands Instituut voor Kunstgeschiedenis: 362061
- Union List of Artist Names: 500059468
- Virtual International Authority File: 96080595